# Боттомли, Эстер
Эстер Боттомли (англ. Esther Bottomley) — австралийская лыжница, участница двух Олимпийских игр и пяти чемпионатов мира. Специализируется в спринте.
В Кубке мира Боттомли дебютировал в декабре 2003 года, но с тех пор в личных гонках не поднималась выше 33-го места и кубковых очков не завоёвывала. Боттомли трижды в карьере побеждала общем итоговом зачёте Австрало-Новозеландского Кубка, в сезонах 2008/09, 2010/11 и 2011/12.
На Олимпиаде 2006 года в Турине была 52-й в спринте свободным стилем
На Олимпиаде-2010 в Ванкувере в спринте классическим стилем заняла 50-е место.
За свою карьеру принимала участие в пяти чемпионатах мира, лучший результат 44-е место в спринте на чемпионате мира 2011 года.
Использует лыжи производства фирмы Atomic, ботинки и крепления Salomon.